# Конусна дробилица
Конусне дробилице се убрајају у најважније типове дробилица.
Заједничка особина свих конусних дробилица је постојање два конуса, једног унутар другог. Унутрашњи конус је покретан, а врх конуса је окренут навише, док је спољашњи конус непокретан са врхом усмереним наниже.
Добре стране конусних дробилица су велики јединични капацитет (и до 10,000 t/h), могућност дробљења комада крупноће и изнад 1,500 mm, директно прихватање минералне сировине из дампера или камиона, специфични капацитет је 2-3 пута већи, специфична потрошња енергије је мања, а гранулометријски састав равномернији него код чељусних дробилица.
Лоше особине су компликована конструкција, велике димензије и маса, компликовано одржавање и висока цена.

## Врсте конусних дробилица
Конусне дробилице се примењују за све степене дробљења тврдих минералних сировина. За примарно се користе кружне дробилице, за секундарно стандардне конусне дробилице, а за терцијарно краткоконусне дробилице. Оне се могу користити и за квартарно дробљење уз одговарајуће модификације.

### Кружна дробилица
Намењена је за крупно (примарно) дробљење чврстих, веома чврстих и екстремно чврстих минералних сировина. Крупноћа руде на улазу може да буде и изнад 1.500 mm, а производ дробљења је ретко испод 300 mm.
Основни делови кружне дробилице су:
- Радно вратило
- Непокретни конус
- Покретни конус
- Ексцентар са чауром
- Траберза
- Систем за регулацију отвора за пражњење
- Погонски склоп

Радно вратило је у горњем делу везано за траверзу, а у доњем делу је смештено у ексцентарску чауру. Енергија добијена од погонске групе се предаје радном вратилу на који је навучен покретни конус. Кретање конуса је кружно, а ексцентар обезбеђује да се увек једним делом приближава непокретном конусу а другим удаљава од њега. При приближавању се обавља дробљење, а при удаљавању пражњење минералне сировине чија крупноћа је мања од успостављеног отвора дробилице.
Степен уситњавања кружне дробилице је 3 до 5, мада се понекад улазна крупноћа може смањити и до 8 пута. Регулација степена дробљења обавља се променом величине излазног отвора, која се врши подизањем или спуштањем вратила. Код савремених кружних дробилица регулација се обавља хидраулички.

### Стандардне конусне дробилице
Стандардне конусне дробилице се користе за секундарно дробљење. Простор за дробљење се дели у две зоне. Горња зона је конусна, а у доњој зони конуси су паралелни. У горњој зони се обавља крупно, а у доњој ситно дробљење. Максималне улазне крупноће у стандардну конусну дробилицу су око 300 mm, а уобичајени степен уситњавања је 3 до 5.
У зависности од начина регулисања отвора за пражњење разликују се дробилице са механичком („Сајмон“ дробилице) и хидрауличном („Хајдрокон“ дробилице) регулацијом.
Основни делови стандардних конусних дробилица су:
- Вратило
- Покретни конус (навучен преко вратила)
- Непокретни конус
- Чаура ексцентра
- Тело дробилице
- Заштитни систем
- Хранилица
- Погон

Окретањем ексцентра вратило описује две конусне површине при чему се конус клати приближавајући се и удаљавајући од непокретног конуса. У зони приближавања врши се дробљење силом притиска, а у зони удаљавања врши се пражњење. Овај процес је континуалан.
За ефикасан рад конусне дробилице важно је обезбедити континуирано храњење минералном сировином. То се постиже двојако: уградњом прихватног бункера испред сваке дробилице и коришћењем тањирасте хранилице.

### Краткоконусне дробилице
Краткоконусне дробилице се користе за терцијарно (ситно) дробљење чврстих до екстремно чврстих минералних сировина. Улаз у процес дробљења не треба да буде изнад 75 mm, а излаз из дробилице се креће од 12,5 до 25 mm. Принцип рада је индентичан дробљењу у стандардним конусним дробилицама. Разлика се огледа у односу покретног и непокретног конуса и дужини паралелне зоне коју они формирају. Превладавање паралелне зоне омогућава ситније дробљење.